# Усадьба Клодницких
Уса́дьба Клодни́цких — усадьба в городе Гатчине Ленинградской области, с 2001 по 2009 год и с 2023 года – объект культурного наследия. Принадлежала семье военного инженера и архитектора Ивана Клементьевича Клодницкого.
Расположена по адресу: улица Достоевского, дом 20/14 (угол с улицей Володарского).

## История
Усадьба была построена в 1870-е годы. В 1887 году её приобрела Надежда Аристарховна Клодницкая — супруга военного инженера и архитектора Ивана Клементьевича Клодницкого. По его проекту к дому с одной стороны были пристроены кухня с прихожей, а с другой — комнату с верандой. В саду были устроены извилистые дорожки, высажены деревья, вырыт пруд и построена беседка. В 1907 году в мезонине была устроена дополнительная кухня, при этом была изменена форма кровли.
В 1990-е годы была утрачена беседка. В 2001 году усадьба была признана выявленным объектом культурного наследия, в нём предполагалось создание музея-усадьбы Клодницкого. В 2003 году в усадьбе состоялся творческий вечер гатчинской интеллигенции.
В 2008 году в усадьбе произошёл пожар, но здание удалось спасти. По мнению жителей дома, причиной пожара являлся поджог, совершённый с целью последующей застройки территории усадьбы. В октябре 2009 года решением департамента государственной охраны, сохранения и использования объектов культурного наследия комитета по культуре Ленинградской области усадьба была снята с учёта и перестала являться объектом культурного наследия. Однако в августе 2023 года Комитет по сохранению культурного наследия Ленинградской области вновь включил усадьбу в число объектов культурного наследия.

## Архитектурные особенности
Здание построено в стиле модерн. Окна, двери, веранда и балкон украшены резными наличниками. На крыше мезонина над крыльцом находились затейливые украшения.